# Zheleznodorozhni (Kaliningrado)
Zheleznodorozhni (en ruso: Железнодорожный), conocida de manera oficial hasta 1946 como Gerdauen (en alemán: Gerdauen; en lituano: Girdava, en polaco: Gierdawy), es una ciudad del sur del óblast de Kaliningrado, Rusia, que forma parte del distrito de Pravdinsk y está situada muy cerca de la frontera con Polonia. La población es de 2767 habitantes según el censo de 2010.

## Etimología
El nombre de la ciudad Gerdauen, que estuvo vigente hasta 1947, deriva del jefe tribal prusio Girdawe. Era hijo del noble prusiano Tulegarde de la familia Rendalia, quien se convirtió al cristianismo con su padre y poseía aquí un castillo en 1260. Se dice que el nombre Girdawe se deriva del antiguo prusiano girdin y significa algo así como "hablar", "hablar", "mantener mi palabra".
El topónimo ruso Zheleznodorozhni significa ciudad ferroviaria (zhelezno es hierro y doroszhni, camino). 

## Geografía
El lugar está ubicado en la región histórica de Prusia Oriental, en la orilla oeste del pequeño río Omet y el lago Banktin, a unos 71 kilómetros al sureste de Kaliningrado. La frontera polaca corre tres kilómetros al sur.

## Historia

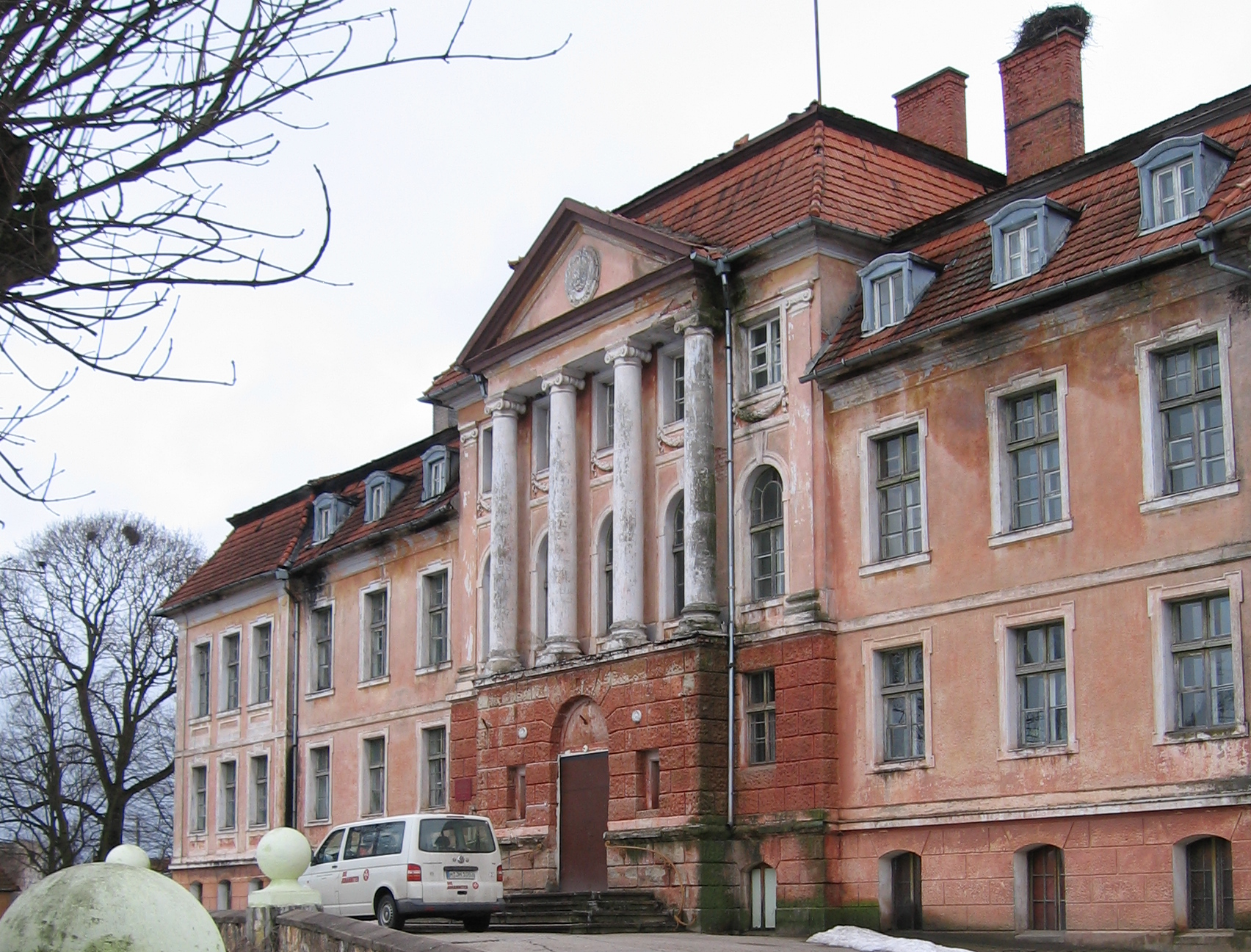
Antigua sede administrativo del condado

Existía una fortificación de los antiguos prusianos en el área de Zheleznodorozhni, posiblemente desde el siglo IX. Los colonos alemanes solo llegaron en algún momento a fines del siglo XIII o principios del XIV, en relación con la construcción de un castillo de la Orden Teutónica, que se menciona como completado en fuentes escritas de 1315 y 1325. Se formó un lisque alrededor del castillo y fue atacado por los lituanos en 1336, 1347 y 1366, pero prosperó y en 1398 recibió estatus de ciudad (mediante la ley de Kulm) por parte de Konrad von Jungingen, Gran maestre de la Orden Teutónica. Se erigió una muralla en 1406, una escuela en 1409 y también se estableció un monasterio dominicano en la ciudad. En 1440, la ciudad se unió a la Confederación Prusiana antiteutónica, a petición de la cual el rey polaco Casimiro IV Jagellón incorporó la región y la ciudad al reino de Polonia en 1454. Como resultado, la Guerra de los Trece Años (la más larga de todas las guerras polaco-teutónicas) estalló y resultó en que el castillo local fue parcialmente destruido en batalla en 1455. Después de la guerra, en 1466, la región y la ciudad pasaron a formar parte de Polonia como feudo de los Caballeros Teutónicos. A partir de 1469, la ciudad ya no estuvo bajo el control de la Orden Teutónica, sino que fue un feudo de la familia von Schlieben, que construyó un nuevo castillo para ellos en la ciudad. La ciudad resultó dañada por un incendio en 1485 después de ser incendiada por las tropas polacas, y sufrió más incendios en 1585 y 1665. El castillo de la familia Schlieben fue abandonado en 1672. 
En 1809 Gerdauen dejó de ser un feudo y una conexión ferroviaria con el la ciudad se estableció en 1871. Desde 1871, la ciudad era parte del Imperio alemán, dentro de la cual estaba ubicada en la provincia de Prusia Oriental. Las ruinas del antiguo castillo sirvieron de base para la construcción de un edificio residencial en 1874, con la gran bodega del castillo incorporada al nuevo edificio.
Gerdauen sufrió graves daños durante los combates en la Primera Guerra Mundial, pero luego se reconstruyó con asistencia monetaria de Wilmersdorf en Berlín y la ciudad de Budapest (Hungría). Prosperó gracias a la industria de procesamiento de malta y una gran cervecería, y en 1937 tenía 5.152 habitantes. Durante la Segunda Guerra Mundial, en 1944-1945, fue la ubicación del campo de trabajo al aire libre Außenarbeitslager Gerdauen, un subcampo del campo de concentración de Stutthof, en el que los alemanes encarcelaron a unas 900 mujeres judías y 100 hombres judíos como trabajos forzados. La ciudad fue dañada nuevamente durante la Segunda Guerra Mundial. Tras la derrota de Alemania en la guerra, la ciudad pasó inicialmente a Polonia, dentro de la cual era una sede de condado con su histórico nombre polaco Gierdawy. Sin embargo, la ciudad finalmente fue anexionada por la Unión Soviética. La población alemana fue expulsada y reemplazada por colonos en su mayoría rusos, y la parte soviética de la antigua provincia de Prusia Oriental se organizó en el óblast de Kaliningrado. En 1946 se cambió el nombre a su nombre actual Zheleznodorozhni. Después del colapso de la Unión Soviética en 1991, Zheleznodorozhni pasó a formar parte de la Federación Rusa.

## Demografía
En el pasado la mayoría de la población estaba compuesta por alemanes, pero tras el fin de la Segunda Guerra Mundial fueron expulsados a Alemania y se repobló con rusos. Según el censo de 2010, el 88,3% de la población son rusos, con un 6,3% de bielorrusos, 3,8% de ucranianos, 2,3% de población alemana, además de un 2,1% de armenios y un 0,6% de polacos.
| Gráfica de evolución de Zheleznodorozhni entre 1831 y 2010 |
|                                                            |

## Economía
Durante el período soviético, en Zheleznodorozhni funcionaban fábricas de cervecería, fabricación de mantequilla y ladrillos. También hubo un gran paso fronterizo ferroviario, en el que el ancho de vía europeo ingresa al territorio de Rusia. La línea de ancho europeo continúa hasta la estación de carga de Cherniajovsk, y una línea de ancho corre en paralelo. Después del colapso de la URSS y con el desarrollo del transporte por carretera, la importancia del cruce ferroviario ha disminuido significativamente y no ha habido tráfico regular de pasajeros desde 2010.
A partir de 2012, la cervecería está abandonada, los residentes locales desarmaron arbitrariamente su edificio en ladrillos.

## Infraestructura

### Arquitectura y monumentos

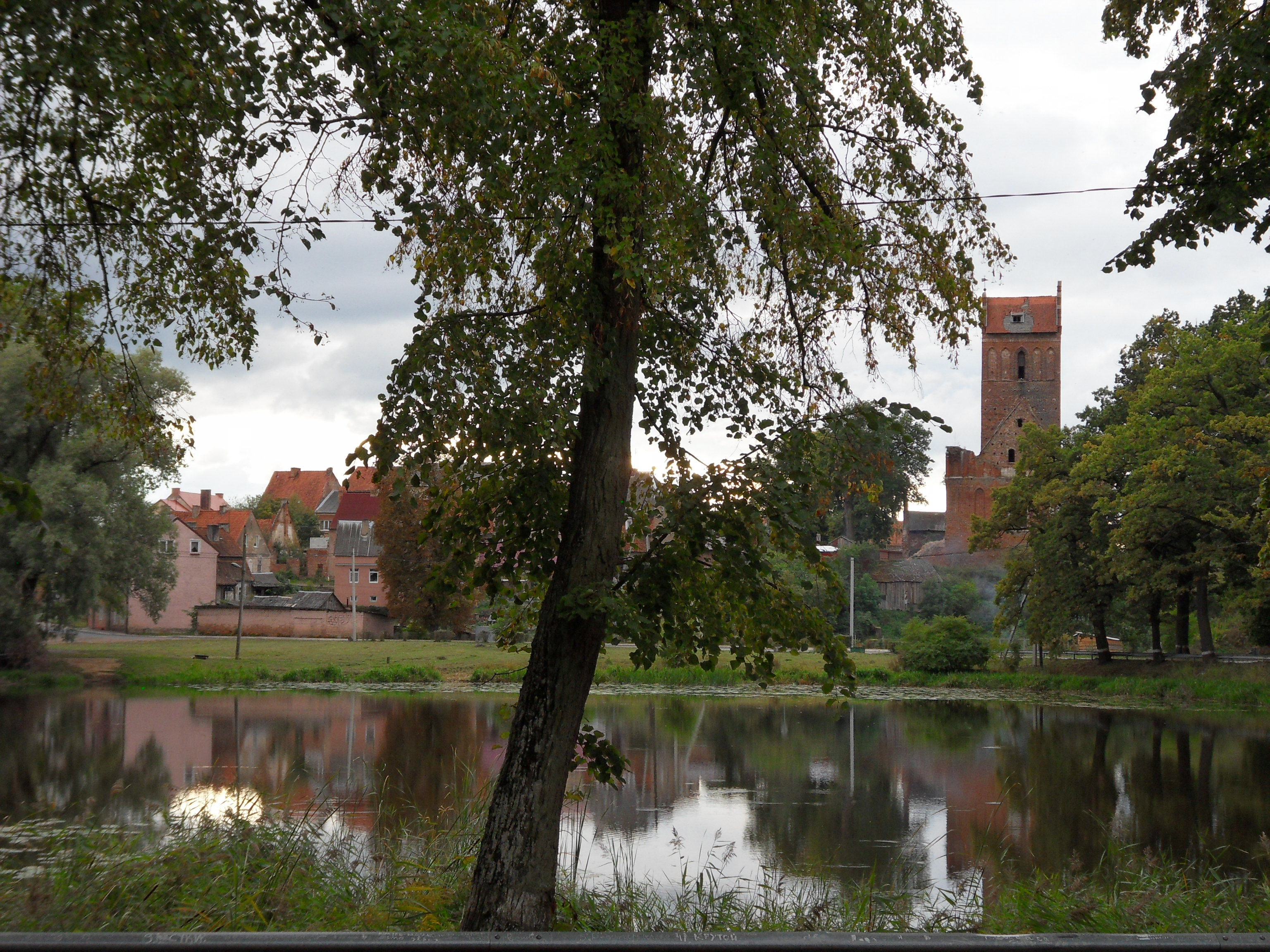
Vista del centro histórico de Zheleznodorozhni

Se conservan restos del castillo de la Orden Teutónica en Gerdauen y de la iglesia de la antigua orden, así como de un antiguo molino de agua. La iglesia se construyó originalmente como una iglesia fortificada, donada en 1260 por el prusiano Girdawe, que se había convertido al cristianismo. Las ruinas de la iglesia, que aún hoy se pueden ver, datan de la primera mitad del siglo XV, ya que la iglesia sobrevivió a las dos guerras mundiales pero sufrió daños durante la Unión Soviética (fue un centro cultural). Después de 1992, se llevaron a cabo trabajos urgentes de seguridad y restauración, también con la ayuda de Alemania.  
A pesar del severo deterioro, la ciudad todavía ofrece un notable ejemplo arquitectónico de una ciudad reconstruida según un plan de ciudad histórica durante la Primera Guerra Mundial. Desafortunadamente, el desarrollo entre las plazas de mercado que existió hasta 1945 ha sido completamente demolido y solo se ha acondicionado como un área verde con senderos tipo parque. En el borde de este espacio verde hay un monumento a Lenin. 

### Transporte
La carretera que atraviesa Zheleznodorozhni y, que va desde Kaliningrado a través de Pravdinsk hasta la frontera ruso-polaca en Krilowo. 
En 1871, el antiguo Gerdauen se conectó a la línea ferroviaria Toruń-Insterburgo, y en 1901 se conectó a la línea ferroviaria desde Königsberg a través de Löwenhagen hasta Angerburg. En 1917, comenzaron las operaciones en la línea de Barciany (antes Barten) a Gerdauen de los pequeños ferrocarriles de Kętrzyn (antigua Rastenburg). Las dos últimas líneas ferroviarias ya no existen, la línea a Cherniajovsk está abierta desde 2021

## Personas ilustres
- Theodor Gottlieb von Hippel el Viejo (1741-1796): escritor satírico y humorístico alemán.
- Theodor Gottlieb von Hippel el Joven (1775-1837): jurista y político alemán que fue autor de la proclamación de Federico Guillermo III, An Mein Volk.
- Reinhold Rehs (1901-1971): político alemán y presidente de la Federación de Expulsados en 1967-1970.
- Hans Jenisch (1913-1982): militar alemán de la marina alemana, tanto en la Kriegsmarine como después en la RFA.
- Wolfgang Bernhard Jurkat (1929-2017), matemático alemán que co-formuló el teorema de Jurkat-Richert.

## Galería

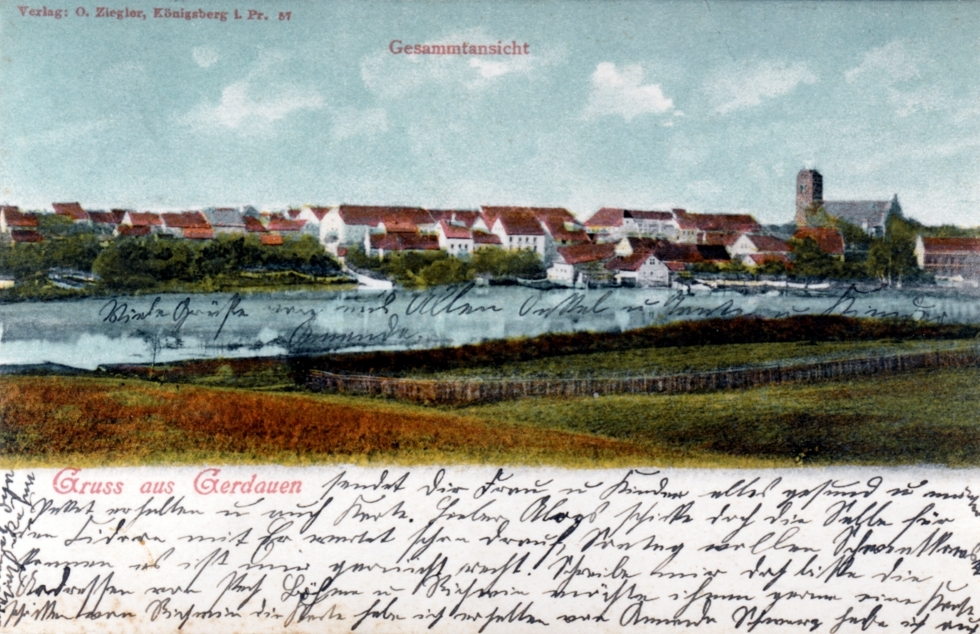
Postal de la ciudad (1905)
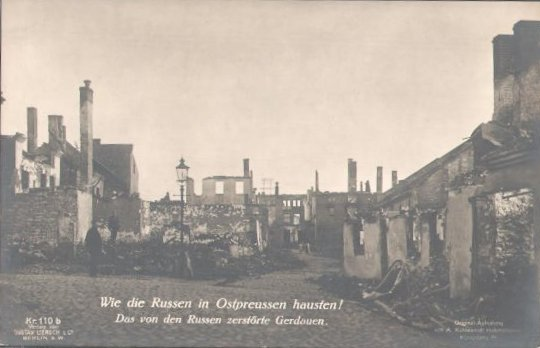
Destrucción en Zheleznodorozhni tras la Segunda Guerra Mundial
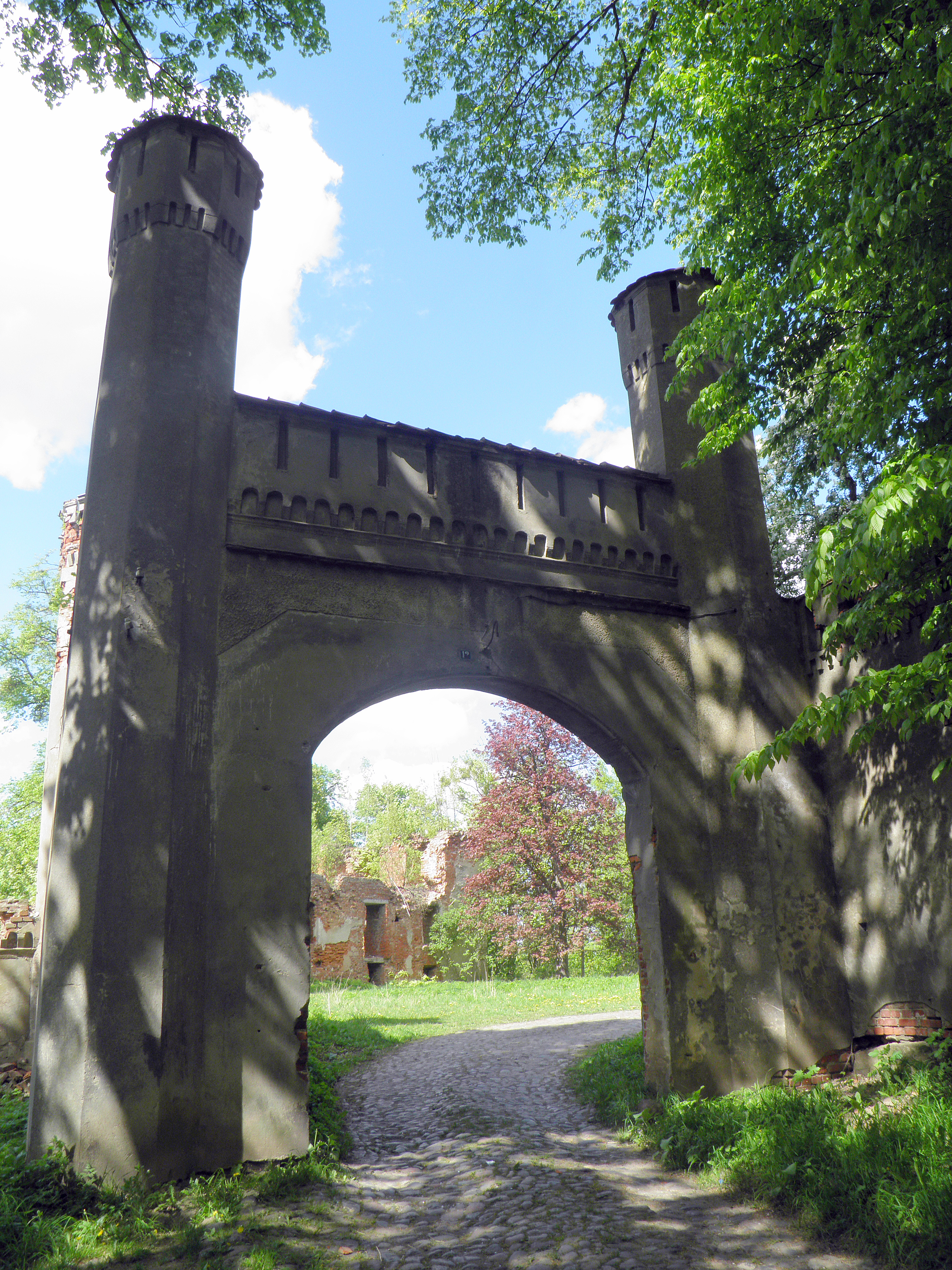
Entrada a las ruinas del castillo de Gerdauen
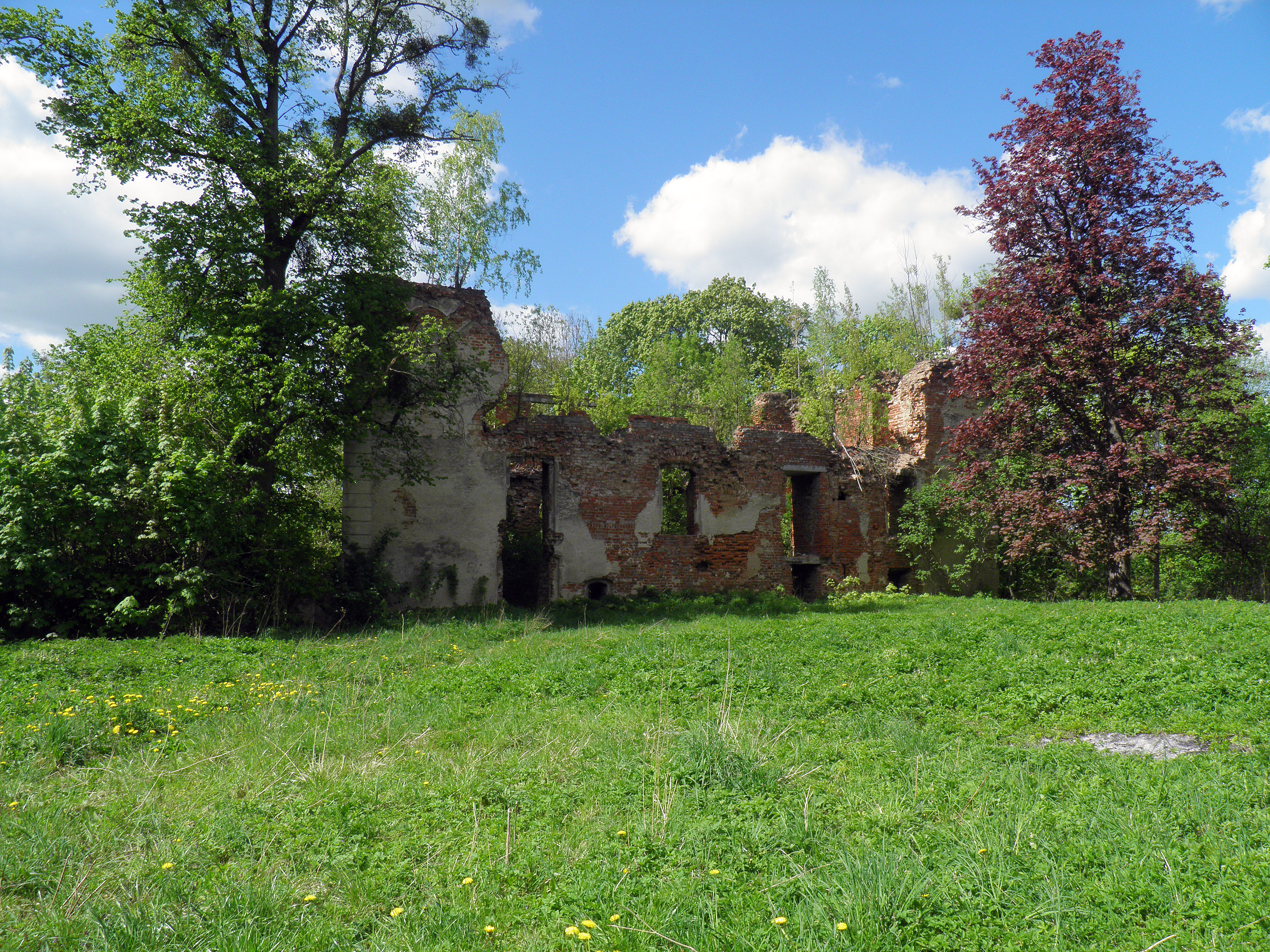
Ruinas del castillo
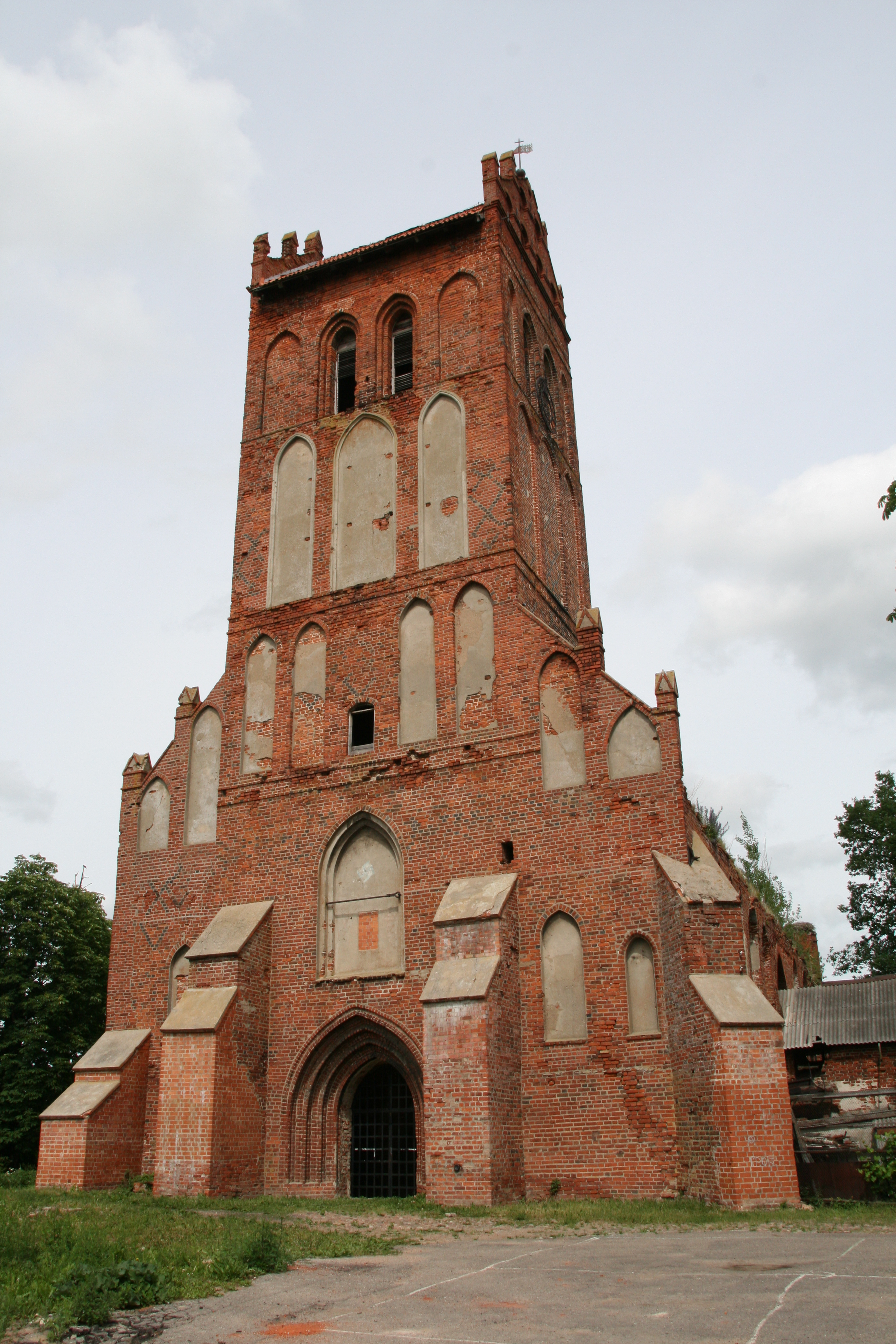
Ruinas de la torre de la iglesia de Gerdauen
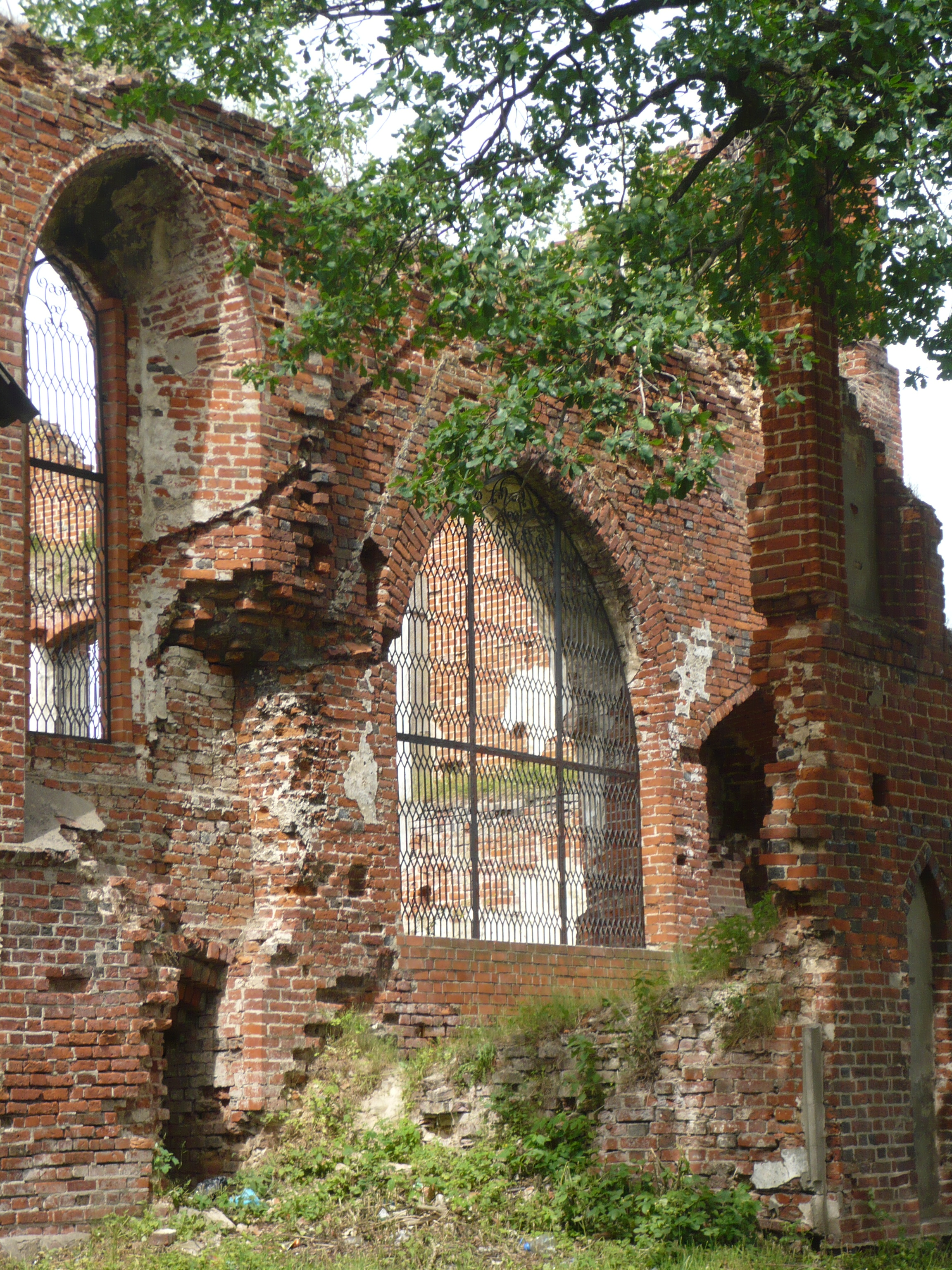
Ruinas de la iglesia de Gerdauen
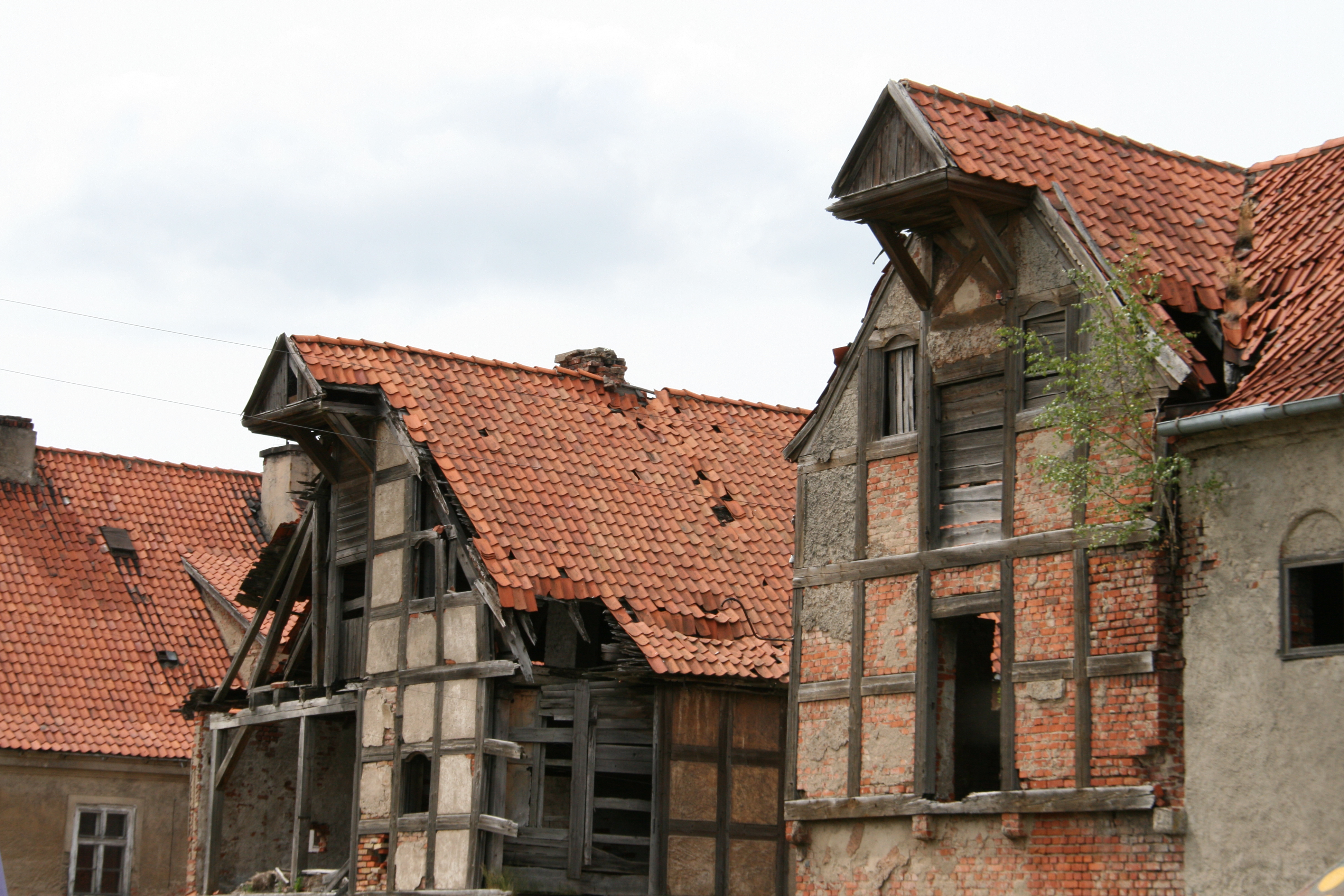
Antiguos almacenes abandonados
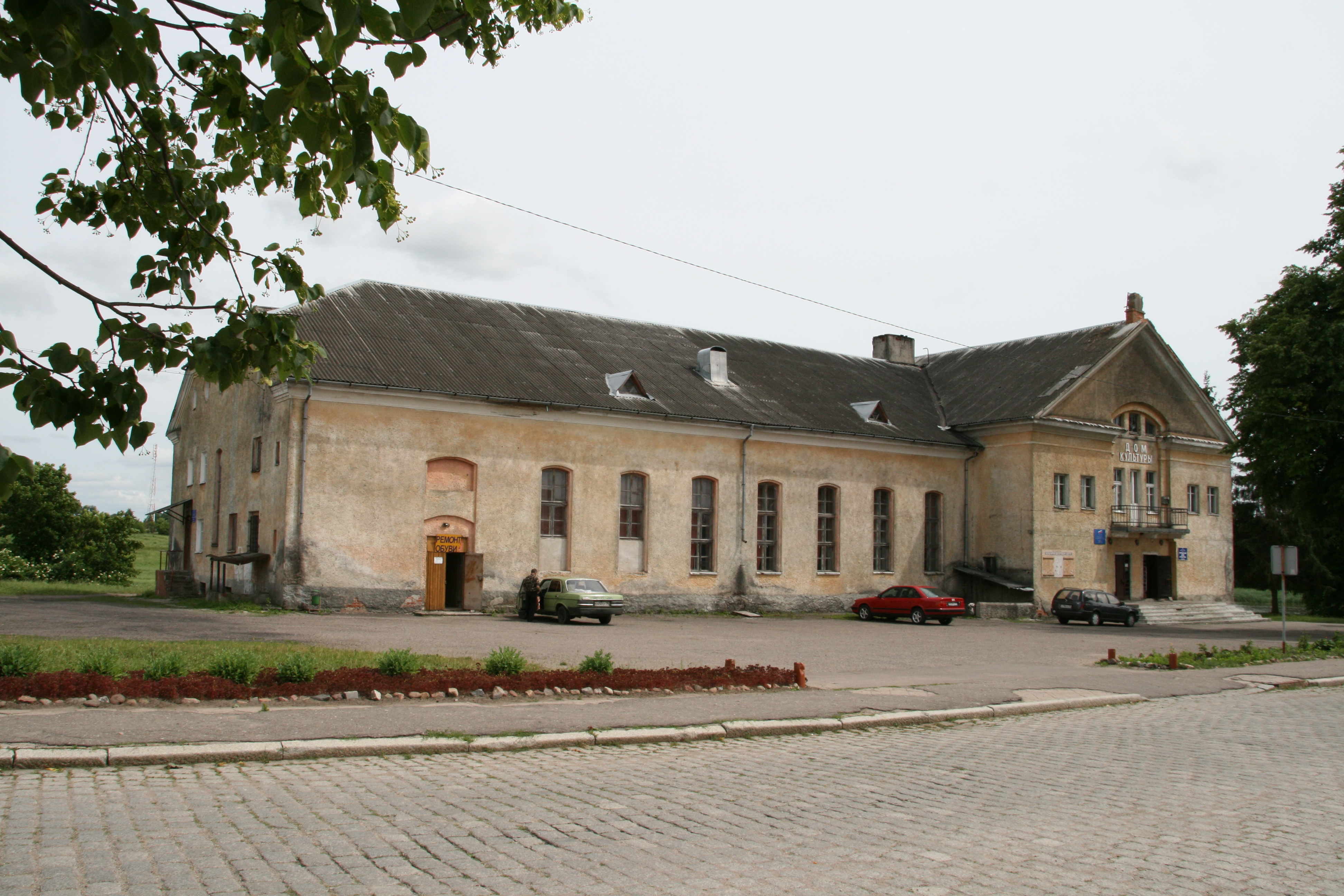
Casa de la cultura de Zheleznodorozhni